# シャーロット・ムーア＝シタリー

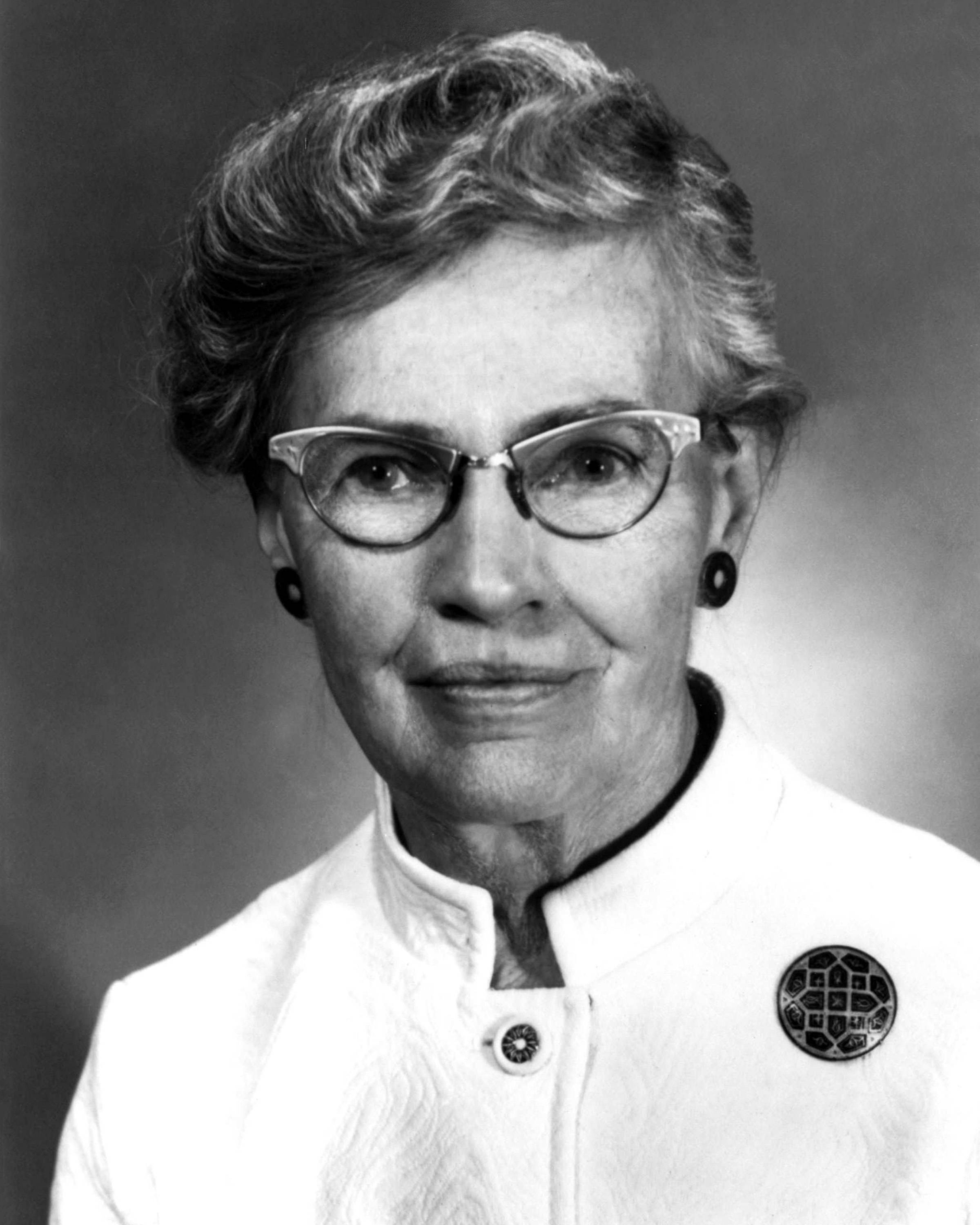
シャーロット・ムーア＝シタリー

シャーロット・エマ・ムーア＝シタリー（英: Charlotte Emma Moore Sitterly、1898年9月24日 - 1990年3月3日）はアメリカ合衆国の天文学者。

## 生涯
ペンシルベニア州出身。スワースモア大学を1920年に卒業した後、プリンストン大学でヘンリー・ノリス・ラッセルの助手となった。1920年代後半、ウィルソン山天文台で働き、太陽光のスペクトルの研究を行い、太陽の組成の分析に功績を残した。1931年カリフォルニア大学バークレー校で博士号を取得した。再びプリントン大学に戻った時、物理学者バンクロフト・シタリーと結婚した。1945年から合衆国標準局（NBS)で引退まで働いた。一時太陽スペクトルの紫外域の研究のために海軍研究所で働いた。

## 賞歴
- アニー・J・キャノン賞（1937年）
- 1959年、ドロシー・ニッカーソン、クリスティン・ラッド・フランクリン（英語版）、ガートルード・ランド（英語版）、ルイーズ・L・スローン（英語版）、メアリー・E・ワルガとともに、OSAのフェローの第1期生の女性となった。
- William F. Meggers Award of the Optical Society of America (1972年)
- ブルース・メダル（1990年）

## エポニム
- 小惑星(2110) ムーア・シタリー [1]。